# Zemljopis Maroka
Zemljopis Maroka podrazumijeva prostor Atlantskog oceana, planinska i pustinjska područja. 

## Zemljopisni položaj
Obala Maroka proteže se duž Atlantskog oceana, zatim preko Gibraltara prelazi na Alboransko more do Sredozemnog mora. Maroko graniči sa Španjolskom na sjeveru (vodena granica duž prolaza i kopnena granica s tri male španjolske eksklave: Ceuta, Melilla i Peñón de Vélez de la Gomera) te otocima Peñón de Alhucemas i Čafarinskim otocima, Alžirom na istoku i jugoistoku, te Zapadnom Saharom na jugu. Pošto Maroko stvarno kontrolira veći dio Zapadne Sahare, to je njegova južna granica ona s Mauritanijom. S 446.519 km2 Maroko je 57. zemlja po površini u svijetu (odmah poslije Uzbekistana). Granica s Alžirom zatvorena je još od 1994. godine. Kanarski otoci, koji se nalaze uz atlantsku obalu Maroka, pripadaju Španjolskoj, dok je Madeira na sjeveru portugalska. Zemlja kontrolira i dio Gibraltarskog moreuza. Na jugu se nalazi Demokratska Arapska Republika Sahara, bivša španska kolonija, koju je Maroko anektirao 1975. godine. Maroko smatra Zapadnu Saharu dijelom svog teritorija i naziva je Južnom provincijom.
Međunarodno priznate granice zemlje leže u okviru 27° i 36° sjeverne geografske širine i 1° i 17° zapadne geografske dužine (jedino je poluotok Ras Nouadhibou malo južnije od 21° i zapadnije od 17°).

## Planine
Veliki dio Maroka pokrivaju planine. Gorje Atlas smješteno je uglavnom u središnjem i južnom dijelu zemlje. Gorje Rif nalazi se na sjeveru. Oba planinska lanca naseljena su uglavnom Berberima. Rif pokriva regiju uz Sredozemlje od sjeveroistoka ka sjeverozapadu. Atlasko gorje se spušta prema unutrašnjosti i pokriva veliki dio ostatka države. 
Jugoistok uglavnom prekriva Sahara i taj dio je općenito slabo naseljen i gospodarstveno neproduktivan. Zbog toga najveći dio stanovništva živi sjeverno od planinskih lanaca. 

## Gradovi
Glavni grad Maroka je Rabat, dok je najveći grad u zemlji, a ujedno i najveća luka, Casablanca. Drugi veći gradovi su: Agadir, Essaouira, Fes, Marrakech, Meknes, Mohammadia, Oujda, Quarzazat, Safi, Salé, Tangier i Tétouan.